# Esthlogena glaucipennis
Esthlogena glaucipennis là một loài bọ cánh cứng trong họ Cerambycidae.